# Луцкая городская община
Луцкая городская община (укр. Луцька міська громада) — территориальная община в Луцком районе Волынской области Украины.
Административный центр — город Луцк.
Население составляет 243482 человека. Площадь — 379,6 км².
В соответствии с распоряжением Кабинета Министров Украины от 12 июня 2020 года, в состав общины вошла территория Луцкого городского совета, Рокиневского поселкового совета, Боголюбского, Заборольского, Княгининевского, Одерадовского и Шепельского сельских советов Луцкого района, Жидычинского, Озерцовского и Прилуцкого сельских советов упразднённого Киверцовского района, а также Иванчицевского сельского совета упразднённого Рожищенского района.

## Населённые пункты
В состав общины входят 1 город, 1 посёлок и 34 села:
- Город Луцк
- Боголюбский старостинский округ:
  - Боголюбы
  - Богушовка
  - Иванчицы
  - Оздениж
  - Тарасово
- Жидычинский старостинский округ:
  - Жидычин
  - Клепачев
  - Кульчин
  - Липляны
  - Небежка
  - Озерцо
- Заборольский старостинский округ:
  - Александровка
  - Антоновка
  - Великий Омеляник
  - Всеволодовка
  - Городок
  - Заболотцы
  - Забороль
  - Одерады
  - Охотин
  - Сёмаки
  - Шепель
- Княгининевский старостинский округ:
  - Брище
  - Буков
  - Змиенец
  - Княгининок
  - Милуши
  - Милушин
  - Моташовка
  - Посёлок Рокини
  - Сырники
- Прилуцкий старостинский округ:
  - Дачное
  - Жабка
  - Прилуцкое
  - Сапогово